# Moetje
Een moetje is een eufemisme voor een huwelijk dat gesloten wordt wegens een (ongeplande) zwangerschap. De term is afkomstig van het werkwoord 'moeten' en suggereert het onvrijwillige karakter van de verbintenis. De Engelse term is hier zelfs nog explicieter in: daar spreekt men van een shotgun wedding, wat impliceert dat de vader van de bruid de bruidegom met een vuurwapen bedreigt om hem zo te dwingen met zijn dochter te trouwen.

## Geschiedenis

Huwelijken voorafgegaan door zwangerschap in Japan (2010).

Tot aan de eerste helft van de 20e eeuw kwamen huwelijken wegens ongeplande zwangerschap in westerse landen zoals België en Nederland nog vrij veel voor. Zo was volgens een onderzoek uit 1963 50% van de Deense vrouwen die trouwden zwanger. In Nederland zou begin jaren '60 ongeveer een kwart van de huwelijken een moetje zijn geweest en in sommige plaatsen was zelfs 90% van de bruiden zwanger. Veranderende maatschappelijke opvattingen en de groei van het gebruik van anticonceptiemiddelen hebben geleid tot een sterke afname van 'moetjes' in West-Europa.
Door de seksuele revolutie circa vanaf de jaren 1960 werden liefde, seksualiteit, voortplanting en huwelijk ontkoppeld na eeuwenlang met elkaar verstrengeld te zijn. Het moetje verdween uit het sociale gedrag en uiteindelijk ook uit het taalgebruik, zodanig dat begin 21e eeuw steeds minder mensen nog weten wat het woord betekent. Volgens onderzoek van het Centrum voor Leesonderzoek uit 2013 werd de term 'moetje' herkend door 82,5% van de Nederlanders en 43,1% van de Vlamingen.

## Redenen
De redenen om voor een huwelijk te kiezen zijn meervoudig. Uiteraard was daar in de eerste plaats het belang van het kind, waarvan men vond dat het met beide ouders diende op te groeien. Bovendien zou dit kind niet als 'onwettig' gelden. Verder diende er een kostwinner aanwezig te zijn aangezien de moeder daar minder toe in staat was en vrouwen geacht werden niet voor de kost te werken. Het werd tevens voor de vader/dader gezien als het 'nemen van verantwoordelijkheid'. Een andere reden was bescherming van de eer van de moeder en haar familie.

## Sociale druk
Hoewel hier grappen en anekdotes over bestaan die anders suggereerden, stemden de meeste partners vrijwillig toe in een moetje, en hoefden hier meestal ook niet of nauwelijks door de omgeving toe te worden aangemoedigd. Sociale druk bestond uiteraard wel, zowel vanuit de omgeving als vanuit de kerk. Bovenstaande moet in de context worden gelezen waarin het alternatief van samenwonen niet beschikbaar was omdat daar eveneens op werd neergekeken ('hokken'). Dit gold in nog sterkere mate voor abortus. Bovendien zat er een voordeel aan zwangerschap alvorens te trouwen. Echtscheiding was immers vaak moeilijk of zelfs onmogelijk. Nu konden beide partners op het moment van hun huwelijk tenminste zeker zijn dat ze niet met een onvruchtbare of impotente partner zouden zitten opgescheept. Want een kinderloos huwelijk... ook daar werd op neergekeken.
Nadelen van deze manier van trouwen is uiteraard dat hier meestal geen diepere relatie aan ten grondslag lag. Vaak ging het goed, maar in de gevallen waarin dit misging leidde het tot ontwrichte gezinnen.

## In populaire cultuur

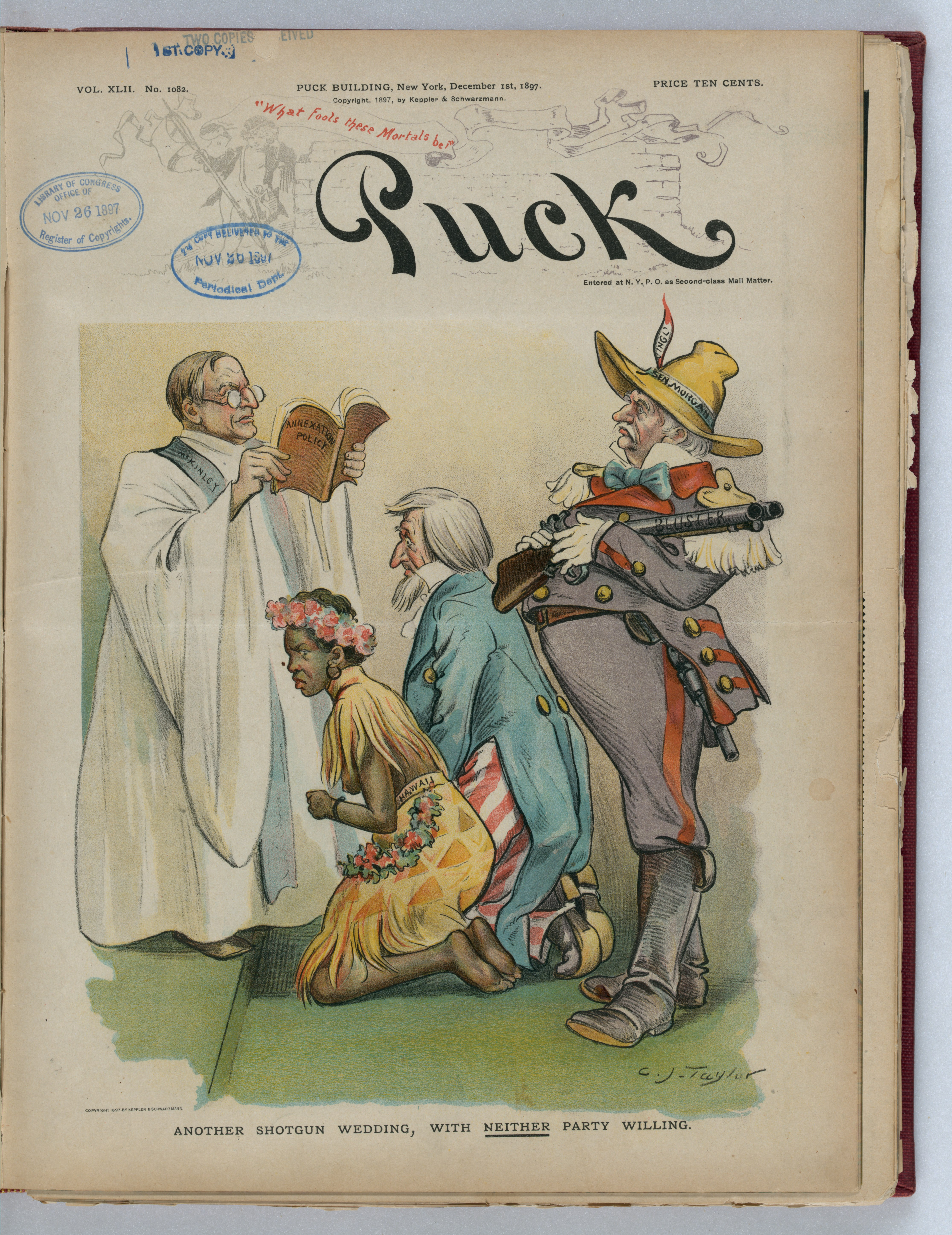
Deze cartoon uit 1897 schildert de Amerikaanse annexatie van Hawaï af als "Alweer een shotgun wedding, met tegenzin van beide partijen".

### Films
- Acht Mädels im Boot (1932), Duitse musicalfilm
- Eight Girls in a Boat (1934), Amerikaanse speelfilm, herfilming van Acht Mädels im Boot
- Jenny, eerste Nederlandse kleurenfilm[1], herfilming van Acht Mädels im Boot
- A Kind of Loving (1962), Britse speelfilm[1]
- Girl with Green Eyes (1964), Ierse speelfilm[1]

### Boeken
- The Lonely Girl (1962), Ierse roman waarop Girl with Green Eyes is gebaseerd[1]